# Il licantropo
Il licantropo (The Werewolf in the Living Room) è un romanzo horror per ragazzi del 1999, settantanovesimo racconto della collana Piccoli brividi, dello scrittore statunitense R. L. Stine.
Questo è il primo racconto della serie ad essere stato diviso in due parti nello stesso libro, a differenza de L'invasione degli stritolatori che è stato diviso in due libri separati.

## Trama
Prima parte

Il dodicenne Aaron Freidus si reca con suo padre nella boscosa Bratvia (paese immaginario europeo) per cercare un lupo mannaro; infatti suo padre, uno sceriffo, ha da sempre avuto il sogno di catturare tale creatura a tal punto da divenirne quasi ossessionato. Una notte, risvegliatosi da un incubo, Aaron riesce a vedere il mostro che prima lo morde alla spalla e, in un secondo momento, gli lancia una collana con una zanna come ciondolo e fugge via. Successivamente Aaron e suo padre si addentrano nella foresta ma si dividono e, ad un tratto, il protagonista entra in una capanna dove vive una vecchia donna che gli racconta la leggenda del lupo mannaro che terrorizza l'ambiente ma, in un secondo momento, alla vista della collana con la zanna al collo di Aaron, lo caccia via minacciosa. Il ragazzo riesce in seguito a salvarsi grazie alla zanna da un gruppo di cani randagi e trova finalmente suo padre, il quale ha catturato un ometto calvo e occhialuto di nome Ben Grantley, sostenendo che sia un lupo mannaro (avendo visto delle orme di lupo raggiungere la sua capanna nel bosco).

Durante il viaggio dalla Bratvia verso gli Stati Uniti, Aaron rischia di cadere dalla nave ma viene salvato da Ben (che nel frattempo era stato rinchiuso in una gabbia e ammanettato) e si convince sempre più che questi non sia un lupo mannaro e che suo padre si stia sbagliando. Poco più tardi, però, Aaron nota una folta pelliccia crescere nel punto in cui il lupo mannaro lo ha morso ma, non volendo disturbare suo padre, decide di non rivelargli questo insolito particolare.
Seconda parte

Una volta a casa, Ben viene rinchiuso in una gabbia del salotto di casa Freidus e tutto è pronto per mostrare al mondo la sua trasformazione il giorno dopo (che ci sarà la luna piena). Sotto consiglio della sua amica Ashlee, però, Aaron libera Ben e, quella stessa notte, il ragazzo si sente strano... finché non si trasforma in un lupo mannaro, fuggendo per la città e aggredendo le persone, senza tuttavia uccidere nessuno. La notte seguente Aaron, trasformatosi in licantropo, fugge di nuovo nonostante un'eroica resistenza e cerca di aggredire un ragazzo e una ragazza, prima di venire catturato dalla polizia. Suo padre, però, si accorge che è lui e lo salva dagli agenti (che intendevano ucciderlo).

Il giorno dopo il signor Freidus comunica ad Aaron che la notte prima erano state aggredite sei persone dall'altra parte della città da un altro licantropo (che Aaron crede sia Ben). Inizialmente Aaron viene rinchiuso da suo padre per evitare malintesi ma poi, aiutato da Ashlee, riesce a fuggire, trasformandosi in licantropo, e raggiunge l'altro lupo mannaro che era intento ad aggredire una donna. Aaron, con uno stratagemma, riesce a farlo catturare facendo credere a suo padre che egli è in realtà lui, avendogli messo la zanna al collo. Una volta a casa, però, Aaron non riesce a resistere e morde suo padre, il quale diventa anche lui un lupo mannaro. Così lui, suo padre e Ben (non si sa se sia veramente lui) escono di casa, pronti ad assalire la gente per farla diventare come loro.

## Personaggi
- Aaron Freidus: il protagonista della storia. Non crede affatto alle teorie del padre sui lupi mannari ma, nonostante questo, sceglie di accompagnarlo ugualmente nelle sue avventure.
- Mr. Freidus: padre di Aaron, uno sceriffo che crede nei lupi mannari.
- Ben Grantley: un uomo catturato dal padre di Aaron in Bratvia poiché da lui considerato un lupo mannaro. Nel finale sembrerebbe essere realmente un licantropo ma non vi è conferma di questo.
- Ashlee: la migliore amica di Aaron, molto eccentrica ma dolce.

## Copertina
La copertina, realizzata da Tim Jacobus (illustratore della serie), rappresenta un mostruoso lupo mannaro seduto su un divano con un telecomando in mano. Questo, come nella maggior parte dei casi delle altre copertine della serie, non si riferisce a nulla di ciò che accade nel libro.

## Edizioni
- R. L. Stine, Il licantropo, traduzione di Cristina Scalabrini, collana Piccoli brividi, Arnoldo Mondadori Editore, 2001,  p. 137, ISBN 88-04-49474-3.